# سفارت فرانسه در آنکارا
سفارت فرانسه در آنکارا (به لاتین: Embassy of France) یک سفارت در ترکیه است که در Kavaklıdere, Çankaya واقع شده‌است.